# アジアハイウェイ

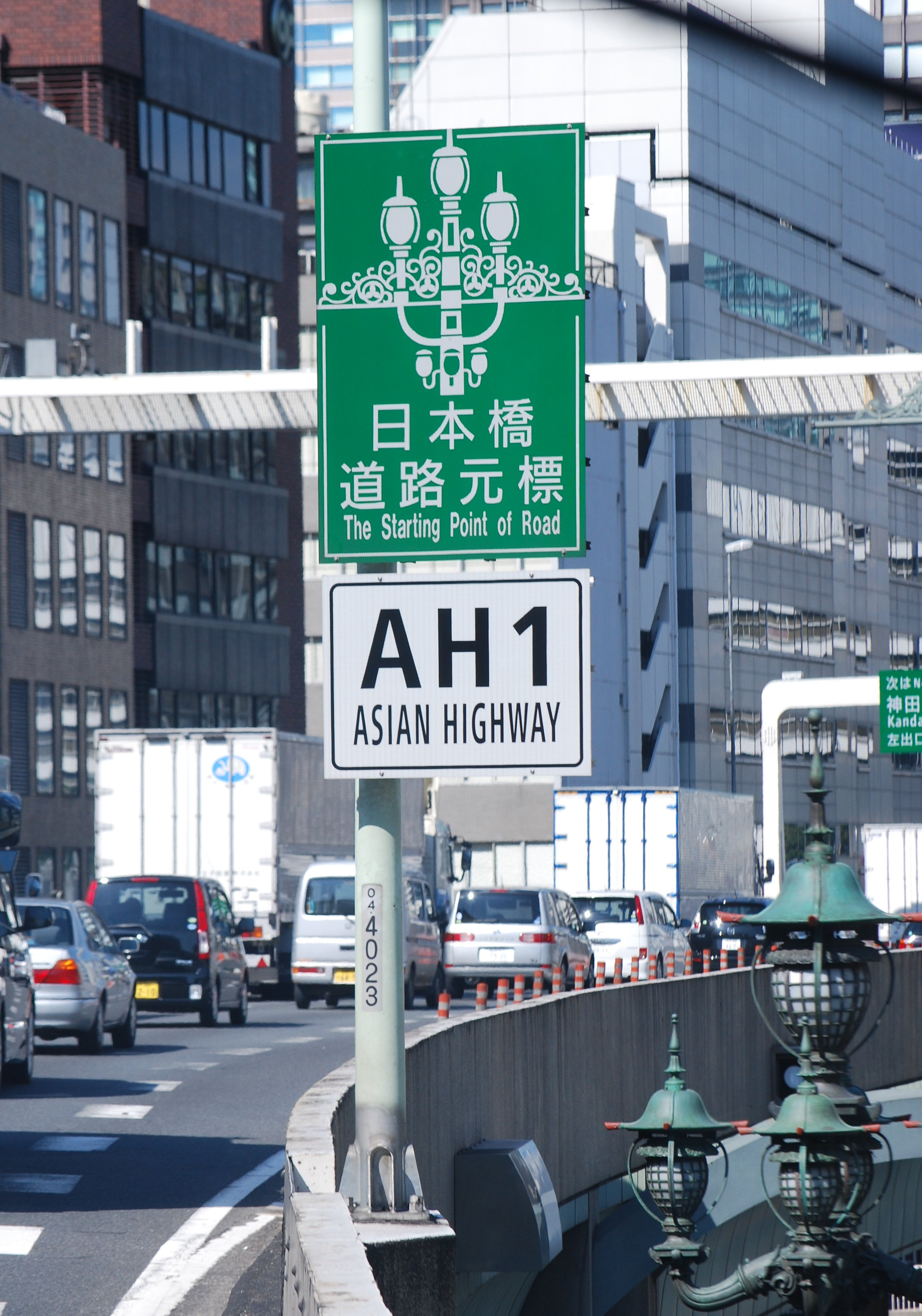
東京日本橋の1号線の起点に立つAH1の標識

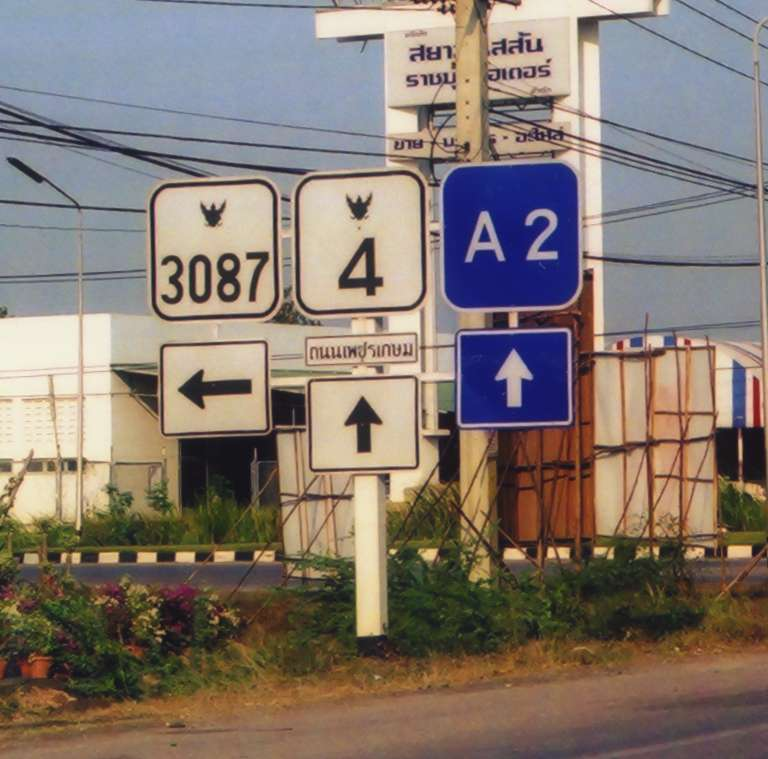
タイ王国・ラチャブリ近郊にある2号線の標識（青地にA2）

アジアハイウェイ（英語: Asian Highway Network）とは、アジア32カ国を横断する全長14.1万キロメートル（km）にわたる幹線道路網。主に既存の道路網を活用し、現代のシルクロードを目指して計画されているものである。トルコからは欧州自動車道路に接続する。英語での略称はAH。国際連合アジア太平洋経済社会委員会が運営事務局をつとめている。
日本国内には唯一1号線（AH1）が通過しており、全長は1,108 kmである。

## 経緯
- 1959年：国際連合アジア極東委員会（ECAFE）により提唱された。
- 1968年：国際連合アジア太平洋経済社会委員会（ESCAP）に「AHP事務局」が設立される。
- 1969年：4月、第一回アジアハイウェイモーターラリーがビエンチャン - シンガポール間3400kmで開催された。
- 1970年：11月、第2回アジアハイウェイモーターラリーがテヘラン - ダッカ間で開催、9か国からの62台の車が6800kmを走る[3][4]。
- 1988年： 中国が参加。
- 1992年：1993年までの2年間、 日本が資金援助（日本ESCAP協力基金、JECF）を行い、道路網の見直し、設計基準の改訂、国際道路交通の促進のための方策の検討など道路網整備の調査を実施[5]。
- 2003年11月：AH政府間協定に関する政府間会合にて日本も路線参加を表明。
- 2003年11月18日：バンコクにて「アジアハイウェイ道路網に関する政府間協定」が採択される[6]。
- 2004年4月26日：国際連合アジア太平洋経済社会委員会（ESCAP）にて関係23ヶ国が調印。日本も確定的署名を行う[6]。
- 2005年7月4日： カンボジア、 中国、 日本、 ミャンマー、 韓国、 スリランカ、 ウズベキスタン、 ベトナム、 ロシアにて協定が発効[6][7]。
- 2005年9月5日： アルメニアにて協定が発効[8]。
- 2005年11月16日： ブータンにて協定が発効[9]
- 2006年1月17日： パキスタンにて協定が発効[10]
- 2006年3月9日： ジョージアにて協定が発効[11]。
- 2006年4月8日： アフガニスタンにて協定が発効[12]
- 2006年5月17日： インドにて協定が発効[13]
- 2006年6月11日： タイにて協定が発効[14]。
- 2006年7月8日： タジキスタンにて協定が発効[15]。
- 2006年11月3日：AH-7、AH-48、AH-63、AH-65の経路の一部が改定される[16]。
- 2006年11月28日： キルギスにて協定が発効[17]。
- 2008年1月30日： カザフスタンにて協定が発効[18]。
- 2008年3月17日： フィリピンにて協定が発効[19]。
- 2008年7月9日： ラオスにて協定が発効[20]。

## ルート
主要幹線ルートとして、以下のような8本のルートがある。

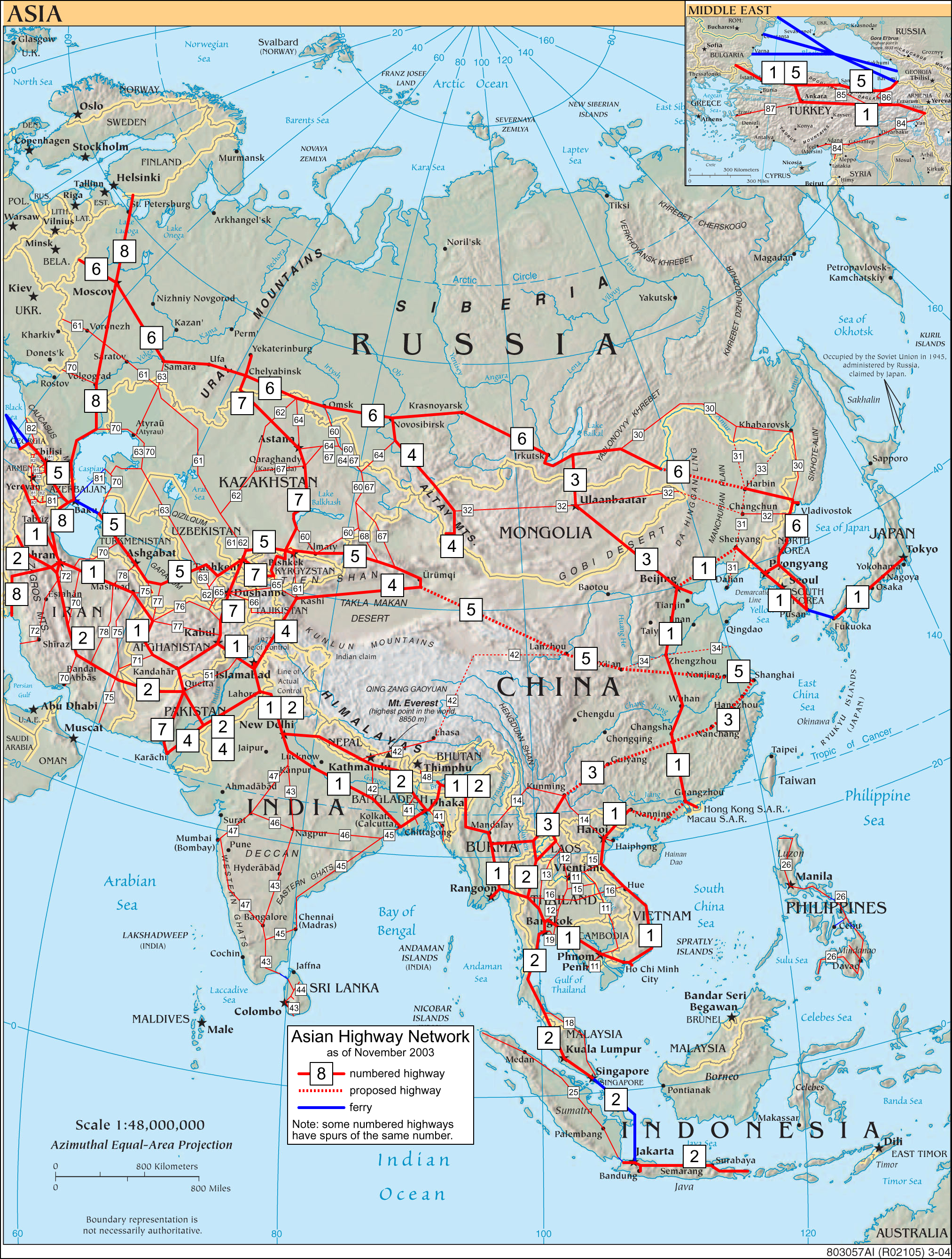
アジアハイウェイのルート図

AH-1（延長：20,710km）
東京（Tokyo・起点）、福岡（Fukuoka）、釜山（Busan）、ソウル（Seoul）、平壌（Pyongyang）、北京（Beijing）、武漢（Wuhan）、長沙（Changsha）、広州（Guangzhou）、南寧(Nanning)、ハノイ（Hanoi）、ホーチミン（Ho Chi Minh City）、プノンペン（Phnom Penh）、バンコク（Bangkok）、ヤンゴン（Yangon）、インパール（Imphal）、ダッカ（Dhaka）、コルカタ（Calcutta）、ニューデリー（New Delhi）、イスラマバード（Islamabad）、カーブル（Kabul）、テヘラン（Tehran）、アンカラ（Ankara）、イスタンブール（Istanbul）、カプクレ（トルコ、ブルガリア国境・終点）
AH-2（延長：10,711km）
デンパサール（Denpasar インドネシア・起点）、スラバヤ（Surabaya）、ジャカルタ（Jakarta）、シンガポール（Singapore）、クアラルンプール（Kuala Lumpur）、バンコク（Bangkok）、チェンライ（Chiang Rai）、マンダレー（Mandalay）、インパール（Imphal）、ダッカ（Dhaka）、ヘタウダ（Hetauda）、ニューデリー（New Delhi）、ラホール（Lahore）、クエッタ（Quetta）、テヘラン（Tehran）、コスラヴィ（イラン・終点）
AH-3（延長：6,286km）
ウランウデ（Ulan-ude ロシア連邦・起点）、ウランバートル（Ulan Bator）、北京（Beijing）、天津（Tianjin）、上海（Shanghai）、長沙（Changsha）、昆明（Kunming）、チェンライ（Chiang Rai）・チャイントン（タイ、ミャンマー・終点）
AH-4（延長：4,811km）
ノボシビルスク（Novosibirsk ロシア連邦・起点）、ホブド（Hovd）、ウルムチ（Urumqi）、カシュガル（Kashi）、イスラマバード（Islamabad）、ラホール（Lahore）、カラチ（Karachi パキスタン・終点）
AH-5（延長：9,842km）
上海（起点）、南京（Nanjing）、西安（Xian）、蘭州（Lanzhou）、ウルムチ（Urumqi）、アルマトイ（Almaty）、ビシュケク（Biskek）、タシュケント（Tashkent）、アシガバート（Ashkhabad）、トルクメンバシ（Turkmenbasi）、バクー（Baku）、トビリシ（Tbilisi）、イスタンブール（Istanbul）、カプクレ（トルコ、ブルガリア国境・終点）
AH-6（延長：10,407km）
釜山（Busan・起点）、平壌（Pyongyang）、ウラジオストク（Vladivostok）、ハルビン（Harbin）、イルクーツク（Irkutsk）、ノボシビルスク（Novosibirsk）、オムスク（Omsk）、チェリャビンスク（Chelyabinsk）、モスクワ（Moscow）、クラスノエ（ロシア連邦、ベラルーシ国境・終点）
AH-7（延長：4,776km）
エカテリンブルク（ロシア連邦、起点）、チェリャビンスク（Chelyabinsk）、アスタナ（Astana）、オシ（Osh）、タシュケント（Tashkent）、ドゥシャンベ（Dushanbe）、カーブル（Kabul）、ヘラート（Herat）、クエッタ（Quetta）、カラチ（Karachi パキスタン・終点）
AH-8（延長：4,435km）
トルピュノブカ（ロシア連邦、フィンランド国境・起点）、サンクトペテルブルク（Sankt-Peterburg）、モスクワ（Moscow）、アストラハン（Astrakhan）、マハチカラ（Makhachikara）、バクー（Baku）、テヘラン（Tehran）、バンダレ・エマーム（イラン・終点）

### 路線番号
路線番号の付与方法は以下のとおり。
- 「アジアハイウェイ」を表す「AH」から始まり、一桁、二桁または三桁の番号がこれに続く。
- 1から9までの一桁の路線番号は、二以上の小地域を実質的に通過するアジアハイウェイの路線に割り当てる。
- 二桁および三桁の路線番号の組は、小地域内のアジアハイウェイの路線（隣接する小地域につながるものを含む。）および加盟国内にある道路の路線を示し、以下のとおり割り当てる。
  - 10から29までおよび100から299までは、ブルネイ・ダルサラーム国、カンボジア、インドネシア、ラオス人民民主共和国、マレーシア、ミャンマー、フィリピン、シンガポール、タイおよびベトナムを含む東南アジアの小地域に割り当てる。
  - 30から39までおよび300から399までは、中国、朝鮮民主主義人民共和国、日本国、モンゴル、大韓民国、ロシア連邦（極東）を含む東アジアおよび北東アジアの小地域に割り当てる。
  - 40から59までおよび400から599までは、バングラデシュ、ブータン、インド、ネパール、パキスタンおよびスリランカを含む南アジアの小地域に割り当てる。
  - 60から89までおよび600から899までは、アフガニスタン、アルメニア、アゼルバイジャン、グルジア、イラン・イスラム共和国、カザフスタン、キルギス、ロシア連邦、タジキスタン、トルコ、トルクメニスタンおよびウズベキスタンを含む北アジア、中央アジアおよび南西アジアの小地域に割り当てる。

### 起点・終点
| 路線番号               | 起点                     | 終点                                   | 経由国                       |
| ---------------------- | ------------------------ | -------------------------------------- | ---------------------------- |
| アジアハイウェイ11号線 | ヴィエンチャン           | シアヌークビル                         | ラオス、 カンボジア          |
| アジアハイウェイ12号線 | ナトゥーイ               | ファイカミン                           | ラオス、 タイ                |
| アジアハイウェイ13号線 | ハノイ                   | ナコーンサワン                         | ベトナム、 ラオス、 タイ     |
| アジアハイウェイ14号線 | ハイフォン               | マンダレー                             | ベトナム、 中国、 ミャンマー |
| アジアハイウェイ15号線 | クアロー                 | ウドーンターニー                       | ベトナム、 ラオス、 タイ     |
| アジアハイウェイ16号線 | ドンハ                   | ターク                                 | ベトナム、 ラオス、 タイ     |
| アジアハイウェイ17号線 | ダナン                   | ヴンタウ                               | ベトナム                     |
| アジアハイウェイ18号線 | ハートヤイ               | ジョホール・シンガポール・コーズウェイ | タイ、 マレーシア            |
| アジアハイウェイ19号線 | ナコーンラーチャシーマー | バンコク                               | タイ                         |
| アジアハイウェイ25号線 | バンダ・アチェ           | メラク                                 | インドネシア                 |
| アジアハイウェイ26号線 | ラオアグ                 | サンボアンガ                           | フィリピン                   |

| 路線番号               | 起点             | 終点   | 経由国                   |
| ---------------------- | ---------------- | ------ | ------------------------ |
| アジアハイウェイ30号線 | ウスリースク     | チタ   | ロシア                   |
| アジアハイウェイ31号線 | ベロゴルスク     | 大連市 | ロシア、 中国            |
| アジアハイウェイ32号線 | 先鋒区域         | ホブド | 北朝鮮、 中国、 モンゴル |
| アジアハイウェイ33号線 | ハルビン市       | 同江市 | 中国                     |
| アジアハイウェイ34号線 | 連雲港市         | 西安市 | 中国                     |
| アジアハイウェイ35号線 | ウンドゥルハーン | 錦州市 | モンゴル、 中国          |

| 路線番号               | 起点         | 終点                 | 経由国                   |
| ---------------------- | ------------ | -------------------- | ------------------------ |
| アジアハイウェイ41号線 | テクナフ郡   | モングラ港           | バングラデシュ           |
| アジアハイウェイ42号線 | 蘭州         | バーヒ               | 中国、 ネパール、 インド |
| アジアハイウェイ43号線 | アーグラ     | マータラ             | インド、 スリランカ      |
| アジアハイウェイ44号線 | ダンブッラ   | トリンコマリー       | スリランカ               |
| アジアハイウェイ45号線 | コルカタ     | チェンナイ           | インド                   |
| アジアハイウェイ46号線 | カラグプル   | ドゥレー（ドゥーレ） | インド                   |
| アジアハイウェイ47号線 | グワーリヤル | ベンガルール         | インド                   |
| アジアハイウェイ48号線 | ティンプー   | チャングラバンダ     | ブータン、 インド        |
| アジアハイウェイ51号線 | ペシャーワル | クエッタ             | パキスタン               |

| 路線番号               | 起点                                                        | 終点                           | 経由国 |
| ---------------------- | ----------------------------------------------------------- | ------------------------------ | --- |
| アジアハイウェイ60号線 | オムスク                                                    | ブライバイタル                 | ロシア、 カザフスタン |
| アジアハイウェイ61号線 | カシュガル市                                                | クルペツ                       | 中国、 キルギス、 カザフスタン、 ロシア                                                                                             |
| アジアハイウェイ62号線 | ペトロパブル                                                | マザーリシャリーフ             | カザフスタン、 ウズベキスタン、 アフガニスタン                                                                                      |
| アジアハイウェイ63号線 | サマーラ                                                    | グザル                         | ロシア、 カザフスタン、 ウズベキスタン                                                                                              |
| アジアハイウェイ64号線 | ペトロパブル                                                | バルナウル                     | カザフスタン、 ロシア |
| アジアハイウェイ65号線 | カシュガル市                                                | テルメズ                       | 中国、 キルギス、 タジキスタン、 ウズベキスタン                                                                                     |
| アジアハイウェイ66号線 | タシュクルガン・タジク自治県 カラス税関事務所（卡拉蘇口岸） | ドゥシャンベ                   | 中国、 タジキスタン |
| アジアハイウェイ67号線 | クイトゥン市                                                | ジェスカスガン                 | 中国、 カザフスタン |
| アジアハイウェイ68号線 | 精河県                                                      | ウシャラル                     | 中国、 カザフスタン |
| アジアハイウェイ70号線 | カメンスク＝シャフチンスキー                                | バンダレ・アッバース           | ロシア、 カザフスタン、 トルクメニスタン、 イラン                                                                                   |
| アジアハイウェイ71号線 | デラーラーム                                                | ダシュタク                     | アフガニスタン、 イラン |
| アジアハイウェイ72号線 | テヘラン                                                    | ブーシェフル                   | イラン |
| アジアハイウェイ75号線 | テジェン                                                    | チャーバハール                 | トルクメニスタン、 イラン |
| アジアハイウェイ76号線 | プリ・フムリー                                              | ヘラート                       | アフガニスタン |
| アジアハイウェイ77号線 | ジャバルサラジ郡                                            | マル (トルクメニスタン)        | アフガニスタン、 トルクメニスタン                                                                                                   |
| アジアハイウェイ78号線 | アシガバート                                                | ケルマーン                     | トルクメニスタン、 イラン |
| アジアハイウェイ81号線 | ジョージア＝ロシア国境 Larsi（カズベギ地区）                | アクタウ                       | ジョージア、 アルメニア、 アゼルバイジャン（ナヒチェヴァン自治共和国）、 アルメニア、 アゼルバイジャン、（カスピ海）、 カザフスタン |
| アジアハイウェイ82号線 | ソチ                                                        | Ivughli                        | ロシア、 ジョージア、 アルメニア、 イラン                                                                                           |
| アジアハイウェイ83号線 | ガザフ                                                      | エレバン                       | アゼルバイジャン、 アルメニア |
| アジアハイウェイ84号線 | Doğubayazıt（ドウバヤズット、ドウバヤズト）                 | メルスィン                     | トルコ |
| アジアハイウェイ85号線 | レファヒイェ                                                | メルジフォン                   | トルコ |
| アジアハイウェイ86号線 | アシュカレ                                                  | トラブゾン                     | トルコ |
| アジアハイウェイ87号線 | アンカラ                                                    | イズミル                       | トルコ |
| アジアハイウェイ88号線 | チャーバハール                                              | バンダレ・エマーム・ホメイニー | イラン |

## 道路網と各国の整備

### 関係国
※アルファベット順。なお（ ）内は各国におけるハイウェイの延長距離（単位km、総延長141,714km）
 アフガニスタン（4,247）、 アルメニア（958）、 アゼルバイジャン（1,442）、 バングラデシュ（1,806）、 ブータン（1）、 カンボジア（1,340）、 中国（26,699）、 北朝鮮（1,320）、 ジョージア（1,154）、 インド（11,432）、 インドネシア（4,115）、 イラン（11,218）、 日本（1,108）、 カザフスタン（13,189）、 キルギス （1,695）、 ラオス （2,318）、 マレーシア（1,595）、 モンゴル（4,286）、 ミャンマー（3,003）、 ネパール（1,321）、 パキスタン（5,377）、 フィリピン（3,517）、 韓国（907）、 ロシア（16,869）、 シンガポール（19）、 スリランカ（650）、 タイ（5,101）、 タジキスタン（1,925）、 トルコ（5,254）、 トルクメニスタン（2,204）、 ウズベキスタン（2,966）、 ベトナム（2,678）

### 日本
国土交通省は、2005年「アジアハイウェイ道路網に関する政府間協定」が発効したことを受け、協定に規定されたアジアハイウェイに係る標識を、順次設置することを発表している。
日本橋を起点とし、東京-福岡間の首都高速道路、東名高速道路、名神高速道路、中国自動車道、山陽自動車道、広島岩国道路、関門自動車道、九州自動車道、福岡都市高速道路の高速道路がAH-1に編入された。

### 中国
中国は1988年にアジアハイウェイ・プロジェクトに参加。1993年に中国国内に初めて路線が設定された。
中国国内の路線は中国側からの提案に基づきESCAPで検討され、1993年に開催された専門家会議で基本的に合意されたが、最終承認段階でAH3号の北京 - 長沙間及びAH82号の長沙 - 深框間については承認するが、その他の区間については検討中であるとESCAPに回答があった。そのためESCAPは正式承認された区間以外を候補路線（Possible Route）として扱う対応をとった。